# H.P. Lovecrafts noveller och romaner
Denna artikel är en ofullständig förteckning över H.P. Lovecrafts noveller och romaner. Listan omfattar ett sextiotal verk varav de flesta är noveller. Grund för urvalet är S. T. Joshis tre textkritiska Lovecraft-antologier. Verken är sorterade efter det datum då de först publicerades.

### Dagon

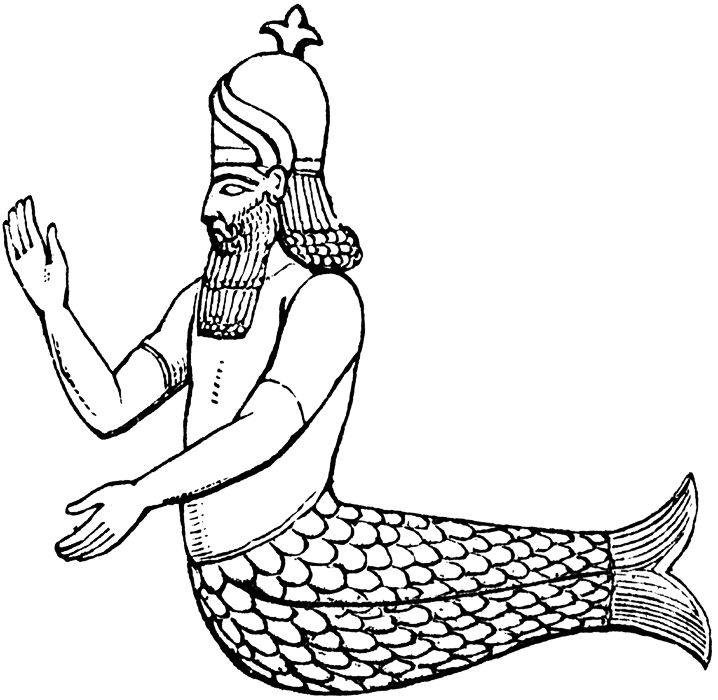
Den semitiska guden Dagon. Illustration från William & Robert Chambers Encyclopaedia - A Dictionary of Universal Knowledge for the People (1881).

### Nyarlathotep

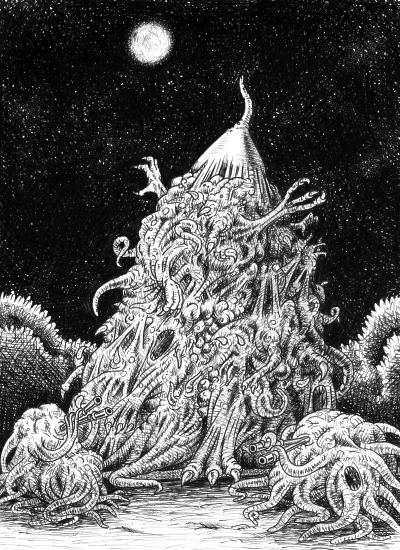
Fan-art-tolkning av varelsen Nyarlathotep.

### Herbert West - Reanimator

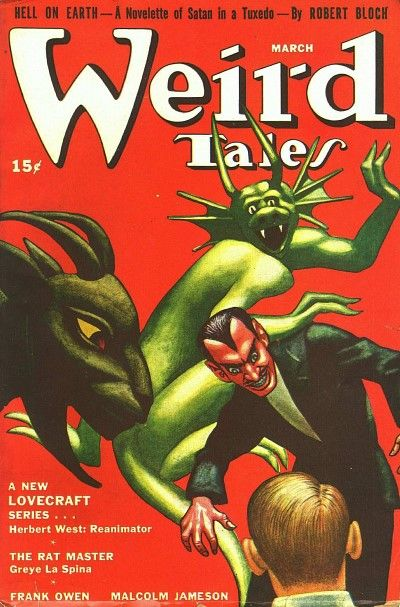
Weird Tales från mars 1942 med berättelsen Herbert West - Reanimator.

### Hypnos

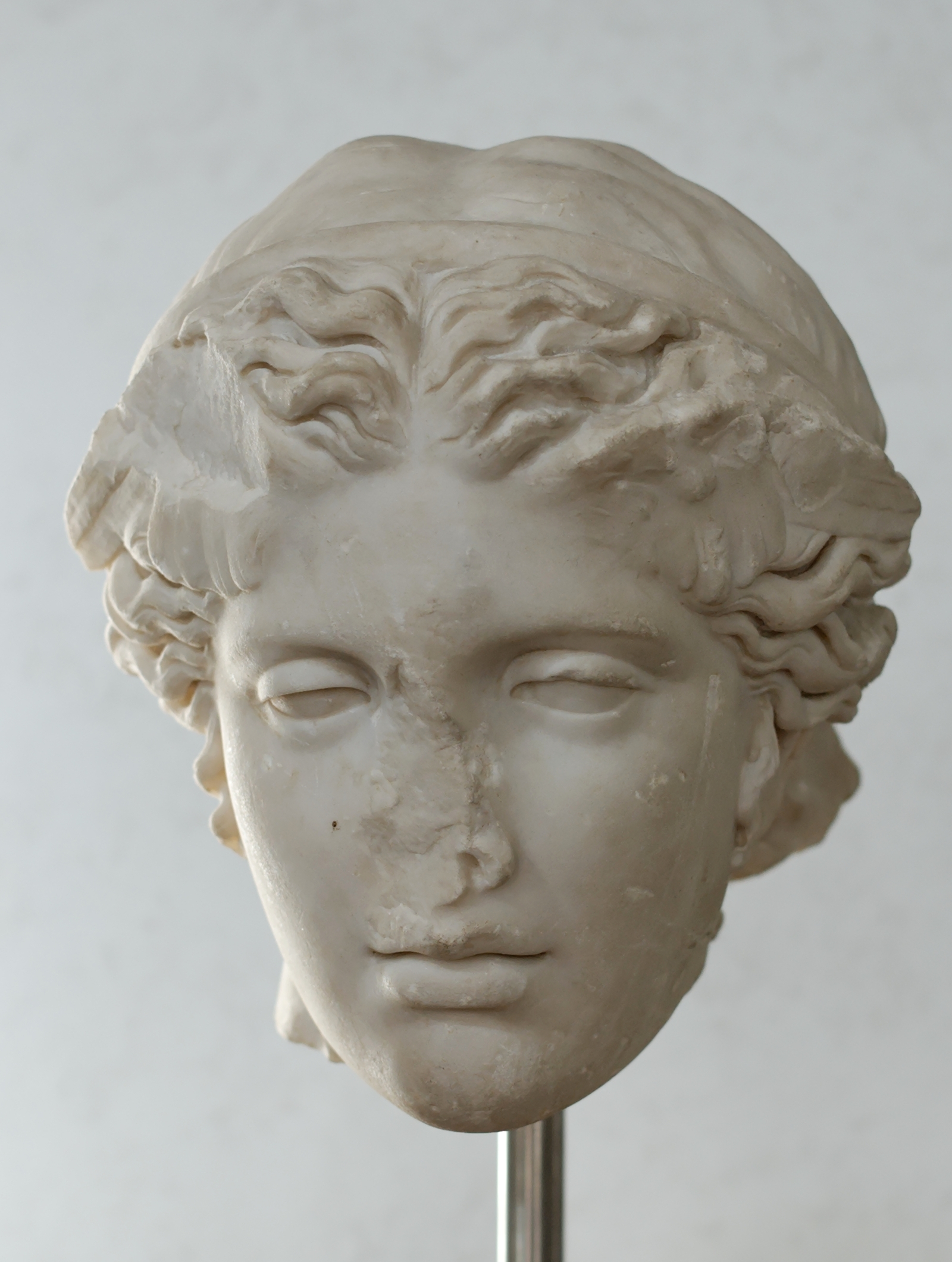
Hypnos, sömnens gud i grekisk mytologi. Romersk marmorskulptur från Hadrianus' tid (117-138 e.Kr.)

### The Call of Cthulhu

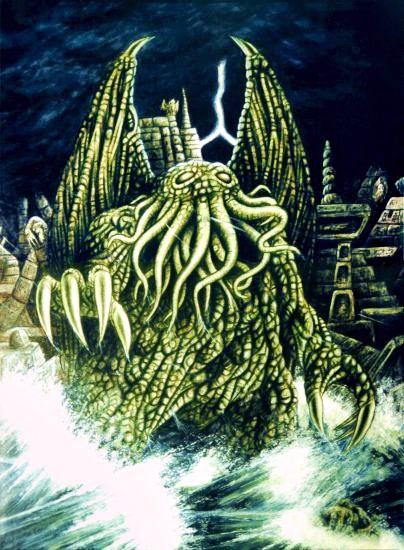
Fan-art-tolkning av varelsen Cthulhu.

### At the Mountains of Madness

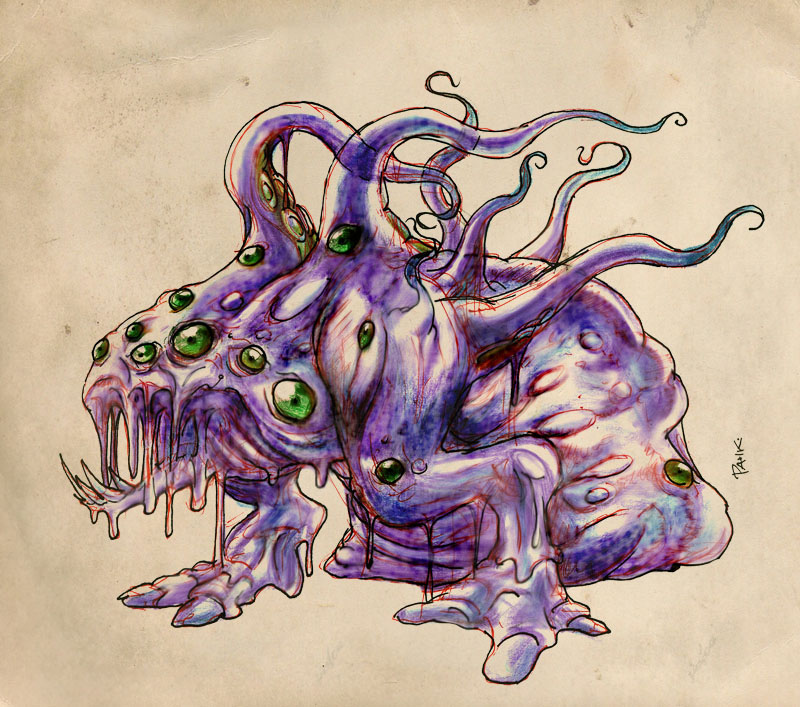
Fan-art-tolkning av shoggoth, som beskrivs i At the Mountains of Madness.

### The Shadow Over Innsmouth

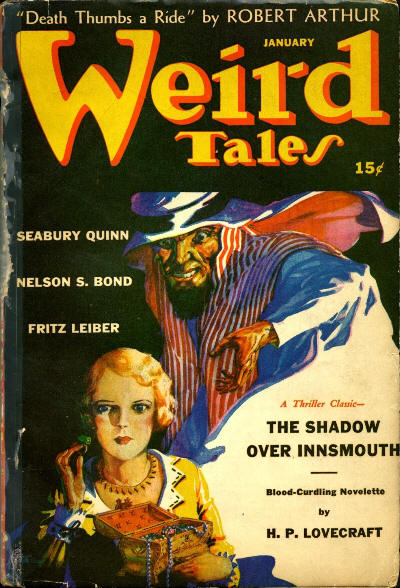
Ett nummer av Weird Tales från januari 1942 med The Shadow Over Innsmouth.